# Anjelica Huston
Anjelica Susan Huston (Santa Mônica, 8 de julho de 1951) é uma premiada atriz, diretora, produtora, escritora, dubladora e ex-modelo norte-americana, conhecida mundialmente por estrelar como Mortícia Addams em A Família Addams e sua sequência A Família Addams 2.
Huston foi a terceira geração de sua família a receber um Óscar, quando ganhou o prêmio de Melhor Atriz Coadjuvante por sua atuação em Prizzi's Honor de 1985. Ela se juntou ao pai, o diretor John Huston, e ao avô, o ator Walter Huston, para obter esse reconhecimento. Ela recebeu outras indicações ao Óscar por suas atuações em Enemies: A Love Story (1989) e The Grifters (1990), de Melhor Atriz Coadjuvante e Melhor Atriz, respectivamente.
Huston recebeu indicações ao BAFTA por seu trabalho em dois filmes dirigidos por Woody Allen: Crimes and Misdemeanors (1989) e Manhattan Murder Mystery (1993). Ela recebeu elogios por sua interpretação na adaptação cinematográfica de 1990 do filme de Roald Dahl, The Witches, e foi indicada duas vezes ao Globo de Ouro por estrelar como Morticia Addams em A Família Addams (1991) e sua sequência A Família Addams 2 (1993).
A partir de 2000, trabalhou frequentemente com o diretor Wes Anderson; suas colaborações incluíram The Royal Tenenbaums (2001), The Life Aquatic with Steve Zissou (2004) e The Darjeeling Limited (2007).
Na televisão, Huston teve papéis recorrentes em Huff (2006), Medium (2008–2009) e Transparent (2015–2016). Ela ganhou um Prêmio Gracie por sua interpretação de Eileen Rand em Smash (2012–2013).
Huston fez sua estreia como diretora com o filme de 1996 Bastard Out of Carolina. Em seguida, Agnes Browne (1999), no qual ela também atuou. Ela escreveu duas memórias: A Story Lately Told e Watch Me.

## Biografia

Anjelica e seu pai, John, em 1960.

Huston nasceu em 1951 em Santa Monica, Califórnia, filha do diretor e ator John Huston e da primeira bailarina e modelo Enrica Soma. O avô paterno de Huston era o ator canadense Walter Huston. Huston tem ascendência escocesa, irlandesa, inglesa e galesa de seu pai e italiana de sua mãe. Seu pai tornou-se cidadão irlandês em 1964. Ela passou grande parte de sua infância com ele na Irlanda, que ela ainda considera seu lar, particularmente perto de Craughwell, County Galway. Ela frequentou a escola em Kylemore Abbey. Huston mais tarde viveu na Inglaterra, onde estudou na Holland Park School.
Huston tem uma família complexa por causa dos múltiplos casamentos de seus pais. Ela tem um irmão mais velho, Tony, e um irmão mais velho adotivo, Pablo. Ela tem uma meia-irmã materna mais nova chamada Allegra, a quem chama de "Pernas"; e um meio-irmão paterno mais jovem, o ator Danny Huston. Ela é tia do ator Jack Huston.
No final dos anos 1960, Huston começou a fazer alguns pequenos papéis em filmes dirigidos por seu pai. Ela começou a fazer outros pequenos papéis também; suas mãos foram substituídas pelas de Deborah Kerr em Casino Royale. Em 1969, ela estrelou A Walk with Love and Death, onde interpretou a nobre francesa Claudia, de 16 anos, ao lado de Assi Dayan. Huston na corrida de atrizes para interpretar Julieta em Romeu e Julieta, de Franco Zeffirelli, mas seu pai decidiu lançar-la em A Walk with Love and Death. Ela estava relutante em atuar nisso. No set, ela entrou em confronto com seu pai, e os críticos ridicularizaram sua atuação.
Naquele ano, sua mãe morreu em um acidente de carro, aos 39 anos. A jovem Huston mudou-se para os Estados Unidos, onde foi modelo por vários anos. Enquanto modelava, ela trabalhou com fotógrafos, como Richard Avedon e Bob Richardson. No início da década de 1970, Huston, com Pat Cleveland, Pat Ast, Elsa Peretti, Karen Bjornson, Alva Chinn e outros, tornou-se uma das modelos favoritas do estilista Halston, apelidadas de Halstonettes.

## Carreira

### Carreira na atuação

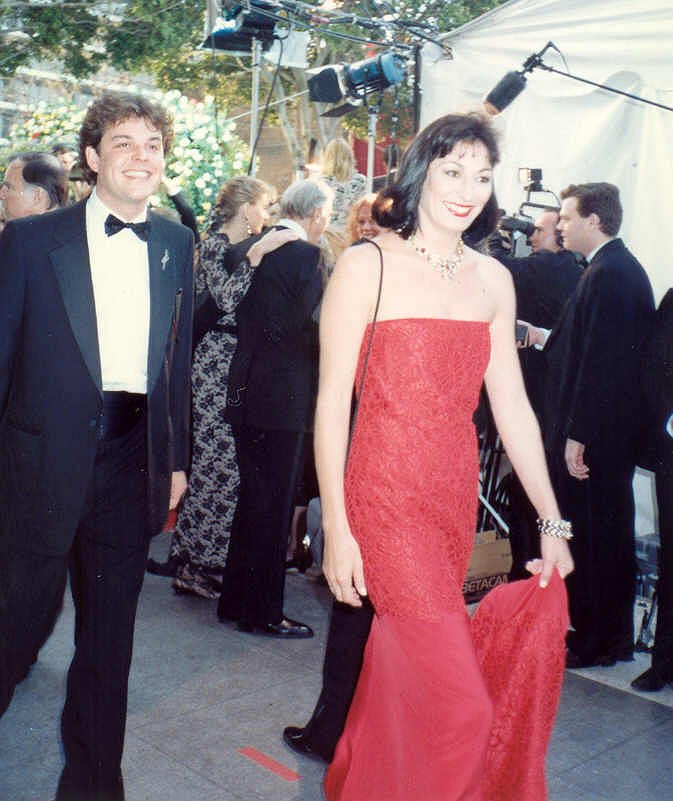
Huston com seu irmão Danny Huston no tapete vermelho do 62° Annual Academy Awards, em 26 de março de 1990.

Huston estudou atuação no início dos anos 1980 depois de decidir se concentrar mais em filmes. Seu primeiro papel notável foi no remake de Bob Rafelson de The Postman Always Rings Twice (1981). Mais tarde, seu pai a escalou como Maerose, filha de um chefe da Máfia cujo amor é desprezado por um assassino de aluguel (Jack Nicholson) na adaptação cinematográfica do romance de sátira da Máfia de Richard Condon, Prizzi's Honor (1985). Huston ganhou o Óscar de Melhor Atriz Coadjuvante por sua atuação, tornando-a a primeira pessoa na história do Oscar a ganhar um Óscar quando um pai e um avô também ganharam um. Ela também ganhou uma indicação ao Óscar de melhor atriz por sua interpretação de um° vigarista em Os Imorais (1990). Ela estrelou o papel principal no último filme de direção de seu pai, The Dead (1987), uma adaptação de uma história de James Joyce.
Ela foi então escalada para o papel de Morticia Addams na adaptação cinematográfica de grande sucesso de 1991, The Addams Family. Em 1993, ela reprisou o papel da seqüência Addams Family Values, e também interpretou Lainey Eberlin, uma mãe que luta para criar seu filho autista, na minissérie da ABC, Family Pictures. Ambos os papéis lhe renderam indicações ao Globo de Ouro de Melhor Atriz em Comédia ou Musical e Minisséries ou Filme para Televisão, respectivamente. Huston colaborou duas vezes com o diretor Woody Allen em seus filmes Crimes and Misdemeanors (1989) e Manhattan Murder Mystery(1993), ambos os quais lhe renderam indicações ao BAFTA de Melhor Atriz Coadjuvante.
Ela também estrelou em 1998 o blockbuster de Hollywood Para Sempre Cinderela ao lado de Drew Barrymore e Melanie Lynskey como a Baronesa Rodmilla De Ghent. Ela estrelou dois filmes de Wes Anderson, The Royal Tenenbaums (2001) e The Life Aquatic with Steve Zissou (2004), além de ter atuado em um papel secundário em The Darjeeling Limited, de 2007. Ela fez a voz do papel da Rainha Clarion na série de filmes Disney Fairies, estrelada por Tinker Bell. Huston recebeu uma estrela na Calçada da Fama de Hollywood em 22 de janeiro de 2010. Em 2011, Huston participou do filme Horrid Henry: The Movie. Huston mais tarde apareceu na série de televisão da NBC Smash como a produtora da Broadway, Eileen Rand. Em 2015 e 2016, Huston apareceu na segunda e terceira temporadas da série de vídeos da Amazon Transparent. Em 2019, ela apareceu em um papel coadjuvante como a diretora em John Wick: Capítulo 3 - Parabellum.

### Carreira como diretora

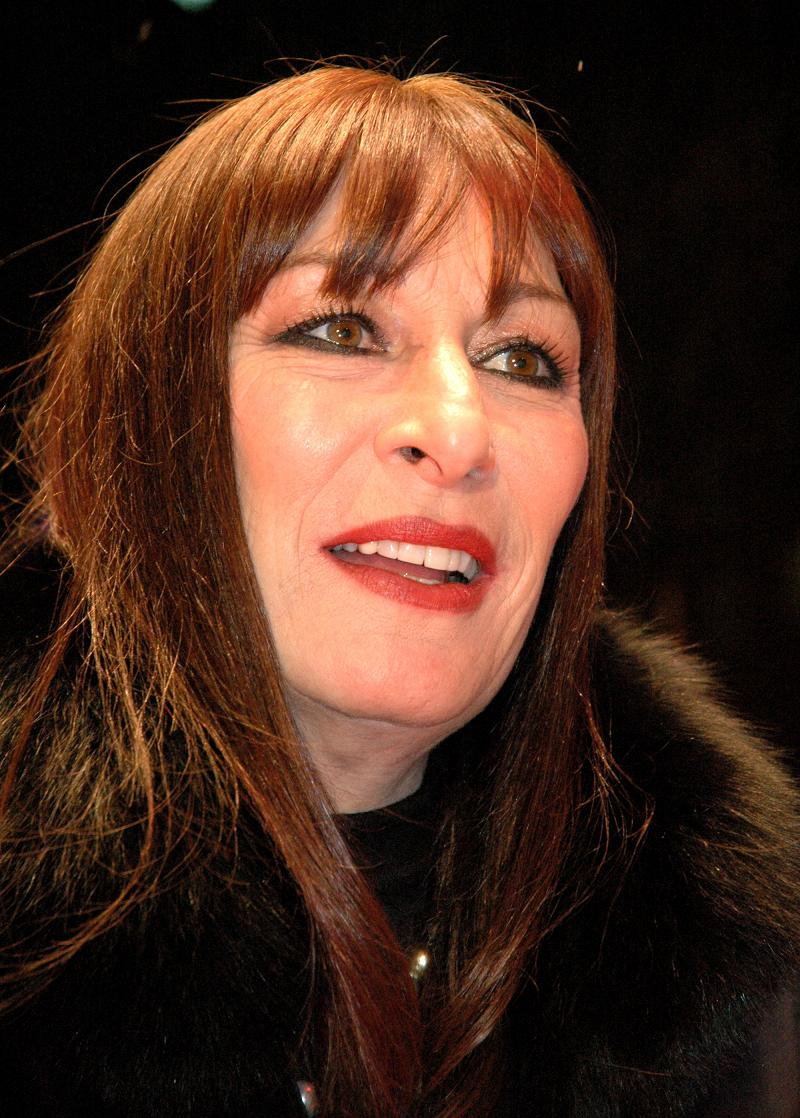
Anjelica Huston em 2005.

Huston seguiu os passos de seu pai na cadeira de diretor. Seu primeiro crédito como diretora foi Bastard Out of Carolina (1996), seguido por Agnes Browne (1999), no qual dirigiu e estrelou, e depois Riding the Bus with My Sister (2005). Há mais de 20 anos Huston desenvolve um projeto de filme sobre Maud Gonne e William Butler Yeats. Durante uma visita à Biblioteca Nacional da Irlanda em 2010 para examinar a coleção de Yeats, Huston disse que ainda estava desenvolvendo o projeto.

## Vida pessoal
Entre 1973 a 1990, namorou o ator Jack Nicholson. Foi casada, desde 1992, com o artista plástico Robert Graham, até a morte dele em dezembro de 2008.

## Filmografia

### Filmes
| Ano  | Título                                    | Personagem                          | Notas                           |
| ---- | ----------------------------------------- | ----------------------------------- | ------------------------------- |
| 1969 | A Walk with Love and Death                | Claudia                             |                                 |
| 1976 | The Last Tycoon                           | Edna                                |                                 |
| 1981 | The Postman Always Rings Twice            | Madge Gorland                       |                                 |
| 1982 | Rose for Emily                            | Miss Emily Grierson                 |                                 |
| 1982 | Frances                                   | Paciente                            |                                 |
| 1984 | This Is Spinal Tap                        | Polly Deutsch                       |                                 |
| 1984 | The Ice Pirates                           | Maida                               |                                 |
| 1985 | A Honra do Poderoso Prizzi                | Maerose Prizzi                      |                                 |
| 1986 | Captain EO                                | The Supreme Leader                  |                                 |
| 1987 | Jardins de Pedra                          | Samantha Davis                      |                                 |
| 1987 | Aos Vivos e os Mortos                     | Gretta Conroy                       |                                 |
| 1988 | Mr. North                                 | Persis Bosworth-Tennyson            |                                 |
| 1988 | A Handful of Dust                         | Mrs. Rattery                        |                                 |
| 1989 | Crimes e Pecados                          | Dolores Paley                       |                                 |
| 1989 | Inimigos: Uma História de Amor            | Tamara Broder                       |                                 |
| 1990 | Convenção das Bruxas                      | Miss Eva Ernst/The Grand High Witch |                                 |
| 1990 | Os Imorais                                | Lilly Dillon                        |                                 |
| 1991 | A Família Addams                          | Morticia Addams                     |                                 |
| 1992 | O Jogador                                 | Ela Mesma                           |                                 |
| 1993 | Um Misterioso Assassinato em Manhattan    | Marcia Fox                          |                                 |
| 1993 | A Família Addams 2                        | Morticia Addams                     |                                 |
| 1995 | The Perez Family                          | Carmela Perez                       |                                 |
| 1995 | The Crossing Guard                        | Mary                                |                                 |
| 1996 | Bastard Out of Carolina                   |                                     | Diretora                        |
| 1998 | Phoenix                                   | Leila                               |                                 |
| 1998 | Para Sempre Cinderela                     | Baroness Rodmilla de Ghent          |                                 |
| 1998 | Buffalo '66                               | Jan Brown                           |                                 |
| 1999 | Agnes Browne                              | Agnes Browne                        | Também foi Diretora e Produtora |
| 2000 | A Taça de Ouro                            | Fanny Assingham                     |                                 |
| 2001 | The Man from Elysian Fields               | Jennifer Adler                      |                                 |
| 2001 | Os Excêntricos Tenenbaums                 | Etheline Tenenbaum                  |                                 |
| 2002 | Barbie as Rapunzel                        | Gothel                              | Dublagem                        |
| 2002 | Dívida de Sangue                          | Dra. Bonnie Fox                     |                                 |
| 2003 | A Creche do Papai                         | Sra. Harridan                       |                                 |
| 2003 | Kaena: The Prophecy                       | Queen of the Selenites              | Dublagem em Inglês              |
| 2004 | A Vida Marinha com Steve Zissou           | Eleanor Zissou                      |                                 |
| 2006 | Art School Confidential                   | Professora de História da Arte      |                                 |
| 2006 | Covert One: The Hades Factor              | Presidenta Castilla                 |                                 |
| 2006 | Material Girls                            | Fabiella Du Mont                    |                                 |
| 2006 | Á Procura da Vingança                     | Madame Louise                       |                                 |
| 2006 | These Foolish Things                      | Lottie Osgood                       |                                 |
| 2007 | The Darjeeling Limited                    | Patricia Whitman                    |                                 |
| 2008 | Choke                                     | Ida Mancini                         |                                 |
| 2008 | Tinker Bell                               | Queen Clarion                       | Dublagem                        |
| 2009 | Tinker Bell e o Tesouro Perdido           | Queen Clarion                       | Dublagem                        |
| 2011 | 50/50                                     | Diane Lerner                        |                                 |
| 2011 | O Grande Ano                              | Annie Auklet                        |                                 |
| 2011 | Horrid Henry: The Movie                   | Sra. Battle-Axe                     |                                 |
| 2011 | Pixie Hollow Games                        | Queen Clarion                       | Dublagem                        |
| 2012 | Tinker Bell - O Segredo das Fadas         | Queen Clarion                       | Dublagem                        |
| 2014 | Tinker Bell: Fadas e Piratas              | Queen Clarion                       | Dublagem                        |
| 2015 | Tinker Bell e o Monstro da Terra do Nunca | Queen Clarion                       | Dublagem                        |
| 2016 | The Cleanse                               | Lily                                |                                 |
| 2017 | Thirst Street                             | Narradora                           | Dublagem                        |
| 2017 | Trouble                                   | Maggie                              | Também Produtora Executiva      |
| 2018 | Isle of Dogs                              | Poodle                              | Participação                    |
| 2019 | John Wick: Chapter 3 – Parabellum         | A Diretora                          |                                 |
| 2019 | Arctic Justice: Thunder Squad             | Maureen                             | Dublagem                        |

### Televisão
| Ano       | Título                                 | Personagem                 | Notas                                                                             |
| --------- | -------------------------------------- | -------------------------- | --------------------------------------------------------------------------------- |
| 1982      | Laverne & Shirley                      | Geraldine                  | Episódio: "An Affair to Forget"                                                   |
| 1983      | Laverne & Shirley                      | Sra. Paris                 | Episódio: "Miss Paris"                                                            |
| 1986      | Saturday Night Live                    | Co-Apresentadora           | Episódio: "Anjelica Huston & Billy Martin/George Clinton & Parliament-Funkadelic" |
| 1988      | Lonesome Dove                          | Clara Allen                | 4 episódios                                                                       |
| 1993      | Family Pictures                        | Lainey Eberlin             | Telefilme                                                                         |
| 1995      | Buffalo Girls                          | Calamity Jane              | Telefilme                                                                         |
| 2001      | The Mists of Avalon                    | Viviane, Lady of the Lake  | Telefilme                                                                         |
| 2002      | Joan Crawford: The Ultimate Movie Star | Narrador                   | Especial do TCM em honrra a Atriz Joan Crawford                                   |
| 2004      | Iron Jawed Angels                      | Carrie Chapman Catt        | Telefilme                                                                         |
| 2005      | Riding the Bus with My Sister          |                            | Telefilme; Diretora                                                               |
| 2006      | Huff                                   | Dr. Lena Markova           | 4 episódios                                                                       |
| 2008–2009 | Medium                                 | Cynthia Keener             | 8 episódios                                                                       |
| 2011      | American Dad!                          | Superintendent Ellen Riggs | Dublagem, 2 episódios                                                             |
| 2012–2013 | Smash                                  | Eileen Rand                | 32 episódios                                                                      |
| 2014      | BoJack Horseman                        | Angela Diaz                | Dublagem / Episódio: "The Telescope"                                              |
| 2015–2016 | Transparent                            | Vikki                      | 7 episódios                                                                       |
| 2016      | All Hail King Julien                   | Julienne                   | Dublagem / 5 episódios                                                            |
| 2016–2018 | Trollhunters                           | Queen Usurna               | Dublagem / 15 episódios                                                           |
| 2017      | The Watcher in the Woods               | Sra. Aylwood               | Telefilme                                                                         |
| 2018      | Angie Tribeca                          | Anna Summour               | Episódio: "Just the Fat, Ma'am"                                                   |

## Prêmios e Indicações
| Ano  | Premiação                                   | Categoria                                                         | Trabalho                               | Resultado |
| ---- | ------------------------------------------- | ----------------------------------------------------------------- | -------------------------------------- | --------- |
| 1985 | Academy Awards                              | Melhor Atriz Coadjuvante                                          | A Honra do Poderoso Prizzi             | Venceu    |
| 1985 | Los Angeles Film Critics Association Awards | Melhor Atriz Coadjuvante                                          | A Honra do Poderoso Prizzi             | Venceu    |
| 1985 | National Board of Review                    | Melhor Atriz Coadjuvante                                          | A Honra do Poderoso Prizzi             | Venceu    |
| 1985 | New York Film Critics Circle Awards         | Melhor Atriz Coadjuvante                                          | A Honra do Poderoso Prizzi             | Venceu    |
| 1986 | BAFTA Awards                                | Best Actress in a Supporting Role                                 | A Honra do Poderoso Prizzi             | Indicado  |
| 1986 | Boston Society of Film Critics Awards       | Best Supporting Actress                                           | A Honra do Poderoso Prizzi             | Venceu    |
| 1986 | Golden Globe Awards                         | Best Supporting Actress – Motion Picture                          | A Honra do Poderoso Prizzi             | Indicado  |
| 1986 | Kansas City Film Critics Circle Awards      | Melhor Atriz Coadjuvante                                          | A Honra do Poderoso Prizzi             | Venceu    |
| 1986 | National Society of Film Critics Awards     | Melhor Atriz Coadjuvante                                          | A Honra do Poderoso Prizzi             | Venceu    |
| 1987 | New York Film Critics Circle Awards         | Melhor Atriz Coadjuvante                                          | The Dead                               | Indicado  |
| 1988 | Independent Spirit Awards                   | Melhor Atriz Coadjuvante                                          | The Dead                               | Venceu    |
| 1988 | National Society of Film Critics Awards     | Melhor Atriz Coadjuvante                                          | The Dead                               | Indicado  |
| 1989 | Los Angeles Film Critics Association Awards | Melhor Atriz Coadjuvante                                          | Inimigos: Uma História de Amor         | Indicado  |
| 1989 | Primetime Emmy Awards                       | Outstanding Lead Actress in a Miniseries or a Movie               | Lonesome Dove                          | Indicado  |
| 1990 | Golden Globe Awards                         | Best Supporting Actress – Series, Miniseries or Television Film   | Lonesome Dove                          | Indicado  |
| 1990 | Academy Awards                              | Melhor Atriz Coadjuvante                                          | Inimigos: Uma História de Amor         | Indicado  |
| 1990 | Kansas City Film Critics Circle Awards      | Melhor Atriz Coadjuvante                                          | Inimigos: Uma História de Amor         | Venceu    |
| 1990 | National Society of Film Critics Awards     | Melhor Atriz Coadjuvante                                          | Inimigos: Uma História de Amor         | Venceu    |
| 1990 | Los Angeles Film Critics Association Awards | Melhor Atriz                                                      | Convenção das Bruxas                   | Venceu    |
| 1990 | Los Angeles Film Critics Association Awards | Melhor Atriz                                                      | The Grifters                           | Venceu    |
| 1990 | New York Film Critics Circle Awards         | Melhor Atriz                                                      | The Grifters                           | Indicado  |
| 1991 | Academy Awards                              | Melhor Atriz                                                      | The Grifters                           | Indicado  |
| 1991 | Boston Society of Film Critics Awards       | Melhor Atriz                                                      | The Grifters                           | Venceu    |
| 1991 | BAFTA Awards                                | Melhor Atriz Coadjuvante                                          | Crimes e Pecados                       | Indicado  |
| 1991 | Chicago Film Critics Association Awards     | Melhor Atriz                                                      | The Grifters                           | Indicado  |
| 1991 | Golden Globe Awards                         | Melhor Atriz – Motion Picture Drama                               | The Grifters                           | Indicado  |
| 1991 | Independent Spirit Awards                   | Best Female Lead                                                  | The Grifters                           | Venceu    |
| 1991 | National Society of Film Critics Awards     | Melhor Atriz                                                      | The Grifters                           | Venceu    |
| 1991 | Boston Society of Film Critics Awards       | Melhor Atriz                                                      | Convenção das Bruxas                   | Venceu    |
| 1991 | National Society of Film Critics Awards     | Melhor Atriz                                                      | Convenção das Bruxas                   | Venceu    |
| 1991 | Saturn Awards                               | Melhor Atriz                                                      | Convenção das Bruxas                   | Indicado  |
| 1992 | Golden Globe Awards                         | Melhor Atriz – Motion Picture Musical or Comedy                   | A Família Addams                       | Indicado  |
| 1992 | MTV Movie Awards                            | Melhor Beijo (compartilhado com Raúl Juliá)                       | A Família Addams                       | Indicado  |
| 1994 | Golden Globe Awards                         | Melhor Atriz – Miniseries or Television Film                      | Family Pictures                        | Indicado  |
| 1994 | Golden Globe Awards                         | Melhor Atriz – Motion Picture Musical or Comedy                   | A Família Addams 2                     | Indicado  |
| 1994 | Saturn Awards                               | Melhor Atriz                                                      | A Família Addams 2                     | Indicado  |
| 1995 | BAFTA Awards                                | Melhor Atriz Coadjuvante                                          | Um Misterioso Assassinato em Manhattan | Indicado  |
| 1995 | Primetime Emmy Awards                       | Outstanding Lead Actress in a Miniseries or a Movie               | Buffalo Girls                          | Indicado  |
| 1996 | Screen Actors Guild Awards                  | Melhor Performance de uma Atriz em uma Minissérie ou Telefilme    | Buffalo Girls                          | Indicado  |
| 1996 | Golden Globe Awards                         | Melhor Atriz Coadjuvante – Motion Picture                         | The Crossing Guard                     | Indicado  |
| 1996 | Screen Actors Guild Awards                  | Outstanding Performance by a Female Actor in a Supporting Role    | The Crossing Guard                     | Indicado  |
| 1999 | Blockbuster Entertainment Awards            | Favorite Supporting Actress – Drama/Romance                       | Para Sempre Cinderela                  | Venceu    |
| 1999 | Teen Choice Awards                          | Escolha de Filme: Vilã                                            | Para Sempre Cinderela                  | Indicado  |
| 1999 | Saturn Awards                               | Melhor Atriz Coadjuvante                                          | Para Sempre Cinderela                  | Indicado  |
| 2002 | Phoenix Film Critics Society Awards         | Melhor Elenco                                                     | Os Excêntricos Tenenbaums              | Indicado  |
| 2002 | Satellite Awards                            | Melhor Atriz Coadjuvante – Motion Picture                         | Os Excêntricos Tenenbaums              | Indicado  |
| 2002 | Primetime Emmy Awards                       | Outstanding Supporting Actress in a Miniseries or a Movie         | The Mists of Avalon                    | Indicado  |
| 2002 | Screen Actors Guild Awards                  | Performance by a Female Actor in a Miniseries or Television Movie | The Mists of Avalon                    | Indicado  |
| 2004 | Boston Society of Film Critics Awards       | Melhor Elenco                                                     | The Life Aquatic with Steve Zissou     | Indicado  |
| 2004 | Primetime Emmy Awards                       | Outstanding Supporting Actress in a Miniseries or a Movie         | Iron Jawed Angels                      | Indicado  |
| 2005 | Broadcast Film Critics Association Awards   | Melhor Elenco                                                     | The Life Aquatic with Steve Zissou     | Indicado  |
| 2005 | Golden Globe Awards                         | Melhor Atriz Coadjuvante – Miniseries or Television Film          | Iron Jawed Angels                      | Venceu    |
| 2005 | Satellite Awards                            | Best Actress – Miniseries or Television Film                      | Iron Jawed Angels                      | Venceu    |
| 2008 | Primetime Emmy Awards                       | Outstanding Guest Actress in a Drama Series                       | Medium                                 | Indicado  |
| 2008 | Satellite Awards                            | Melhor Atriz Coadjuvante – Motion Picture                         | Choke                                  | Indicado  |
| 2012 | Independent Spirit Awards                   | Melhor Atriz Coadjuvante                                          | 50/50                                  | Indicado  |
| 2013 | Gracie Allen Awards                         | Melhor Atriz Coadjuvante em Série de Drama                        | Smash                                  | Venceu    |
| 2016 | Critics' Choice Television Awards           | Best Guest Performer in a Comedy Series                           | Transparent                            | Indicado  |